# Kipkorir Aly Azad Rana
Kipkorir Aly Azad Rana (* 1948) ist ein kenianischer Diplomat und war von 2002 bis 2005 stellvertretender Generaldirektor der Welthandelsorganisation (WTO).

## Leben
Rana hat einen Abschluss in Politikwissenschaft aus dem Jahr 1975 und einen Doktor in Philosophie von 1990 der Universität von Kalifornien.
Rana begann für das kenianische Außenministerium zu arbeiten. Dort wurde er 1993 stellvertretender Leiter der Vertretung in Tokio, was er bis 1996 blieb. Anschließend wurde er stellvertretender Ständiger Vertreter bei den Vereinten Nationen in New York und alternativer Delegierter im Sicherheitsrat. Dies blieb er für das Jahr 1997, bevor er für kurze Zeit im Jahr 1998 als Sekretär im Präsidialamt in Kenia arbeitete. Im Jahr 1998 wurde er dann später Ständiger Vertreter Kenias bei den Vereinten Nationen in Genf, was er bis 2000 blieb. Er war auch Ständiger Vertreter Kenias bei der WTO. Seit 1999 bis 2001 war er dann auch Koordinator der afrikanischen Delegationen bei der Welthandelsorganisation und Berater des kenianischen Handelsminister.
Rana wurde dann vom Generaldirektor Supachai Panitchpakdi 2002 zum stellvertretenden Generaldirektor der WTO berufen. Seine Amtszeit ging vom 1. Oktober 2002 bis zum Ende der Amtszeit Panitchpakdis 2005.